# Pablo Bas
Pablo Germán Bas (* 1966 in Buenos Aires) ist ein argentinischer Komponist.
Bas studierte Gitarre, Klavier und Komposition. Zu seinen Lehrern zählten Manolo Juárez, Julio Viera, Alejandro Moro, María del Carmen Aguilar, Luis Borda und Celina Rosenthal de Suez. Als Produktionsassistent der japanischen Fernsehstation Kinniku Banzuke wirkte er ab 1998 an verschiedenen Rundfunk- und Fernsehsendungen mit. 2000-01 war er Kodirektor der experimentellen Ausstellung Tiempo Naranja, Bazar de Arte, die im Centro Cultural Recoleta und dem Centro Cultural Universitario in Buenos Aires stattfand.
Seit 2003 ist er als Mitarbeiter der Zeitschrift Users für den Audio-Digital-Bereich verantwortlich. 2005 veröffentlichte er das Buch Audio Digital. Für das  Instituto de Nacional de Musicología Carlos Vega restaurierte und remasterte er gefördert durch die US-amerikanische Grammy Foundation gemeinsam mit Sebastián Zubieta über 3000 historische Musikaufnahmen aus den 1930er und 1940er Jahren.
Bas gab privaten Unterricht in Gitarre und elektroakustischer Musik. Ab 2001 gab er am Zentrum Image Campus Kurse für audiovisuelle und digitale Kunst. Seit 2006 ist er Dozent für audiovisuelle und elektroakustische Medien am Conservatorio Provincial „Isaías Orbe“ und unterrichtet er an der Universidad Nacional del Centro de la Provincia de Buenos Aires (UNICEN), wo er seit 2007 Direktor der Seminar- und Konzertreihe Música y Arte Sonoro / Tandil
ist.
Als Musiker spielte Bas Gitarre in verschiedenen Gruppen, übernahm das Mastering von Aufnahmen wie Jesús, el Nazareno von Pablo Ojeda und trat ab 2008 mit der Sängerin Mariana Dátola auf. 2006 präsentierte er auf dem Festival Internacional de Música Electroacústica Primavera in Havanna seine Komposition Cadencia chicha. Neben kammermusikalischen Werken komponierte er Filmmusiken, Musiken und Effekte für Webseiten und -spiele und Klingeltöne.

## Werke
- Relatos, vier Sätze für Streichsextett
- Filmmusik zu Cielo de Pez von Rodrigo Pulpeiro, 1992
- El hombre muerde al perro für Klavier, 1994
- Filmmusik zu Salvaje Pasión von Martín Núñez und Guillermina Sosa, 1994
- Filmmusik zu Ciudad de Dios von Victor González, 1997
- Musik zu Tiempo Naranja / Bazar de Arte, Lyrik-, Gemälde- und Videopräsentation am Centro Cultural Universitario de Tandil (mit Gabriela Pedro), 2000
- Musik und Klänge zur Videoproduktion Tropekúo (mit Gabriela Pedro), 2000
- Preludio del Día, Studie für Gitarre, 2001